# Сесма, Даниэль
Даниэль Сесма Сорбет (исп. Daniel Sesma Sorbet; род. 18 июня 1984, Памплона) — испанский шоссейный велогонщик, выступавший на профессиональном уровне в период 2008—2011 годов. Участник супермногодневки «Джиро д’Италия», монументальных классик «Милан — Сан-Ремо», «Тур Фландрии», «Париж — Рубе», победитель и призёр различных менее престижных гонок на шоссе. Представлял команды Orbea и Euskaltel-Euskadi.

## Биография
Даниэль Сесма родился 18 июня 1984 года в городе Памплона автономного сообщества Наварра, Испания.
Впервые заявил о себе в 2004 году, когда финишировал вторым на гонках «Пентекостес Сария» и «Мемориал Сабина Форурии». В последующие годы успешно выступил ещё на нескольких небольших гонках в Испании. Представлял на соревнованиях любительскую испанскую велокоманду Caja Rural.
Дебютировал на профессиональном уровне в сезоне 2008 года, присоединившись к испанской континентальной команде Orbea. Одно из наиболее значимых достижений в это время — победа в прологе и шестая позиция в общем зачёте «Вуэльты Наварры». Среди прочего Сесма выступил в многодневной гонке высшей категории «Вуэльта Бургоса», где занял в генеральной классификации 67 место.
В 2009 году вновь участвовал в «Вуэльте Бургоса», но на сей раз снялся с гонки после четвёртого этапа.
В 2010 году перешёл в крупную испанскую команду Euskaltel-Euskadi, имевшую лицензию ПроТур UCI. В дебютном сезоне в новом коллективе ему довелось поучаствовать в таких престижных гонках как «Тур Даун Андер», «Классика Альмерии», «Вуэльта Каталонии», «Вуэльта Кастилии и Леона», «Четыре дня Дюнкерка», «Тур Баварии», «Тур Швейцарии», «Тур Польши», «Бретань Классик». Тем не менее, во всех этих соревнованиях он работал на лидеров команды и не добился каких-то личных достижений.
В 2011 году продолжил участвовать в крупнейших гонках в Европе, в том числе вновь проехал несколько гонок мирового тура. В этом сезоне в первый и единственный раз принял участие в гранд-туре — полностью проехал супермногодневку «Джиро д’Италия», работал на капитана Игора Антона, заняв в генеральной классификации 149 место. Стартовал в монументальных классиках «Милан — Сан-Ремо», «Тур Фландрии», «Париж — Рубе». По окончании сезона покинул команду и на этом завершил карьеру профессионального спортсмена.